# Austropsopilio sudamericanus
Espèce
Austropsopilio sudamericanus est une espèce d'opilions dyspnois de la famille des Acropsopilionidae.

## Distribution
Cette espèce se rencontre au Chili dans les régions des Lacs et d'Aysén et en Argentine adjacente.

## Description
La femelle holotype mesure 1,2 mm de long et 0,9 mm de large.

## Systématique et taxinomie
Cette espèce a été décrite par Shultz et Cekalovic en 2003.

## Étymologie
Son nom d'espèce lui a été donné en référence au lieu de sa découverte, l'Amérique du Sud.

## Publication originale
- Shultz & Cekalovic, 2003 : « First species of Austropsopilio (Opiliones, Caddoidea, Caddidae) from South America. » The Journal of Arachnology, vol. 31, no 1, p. 20–27.